# Dzięgielówka

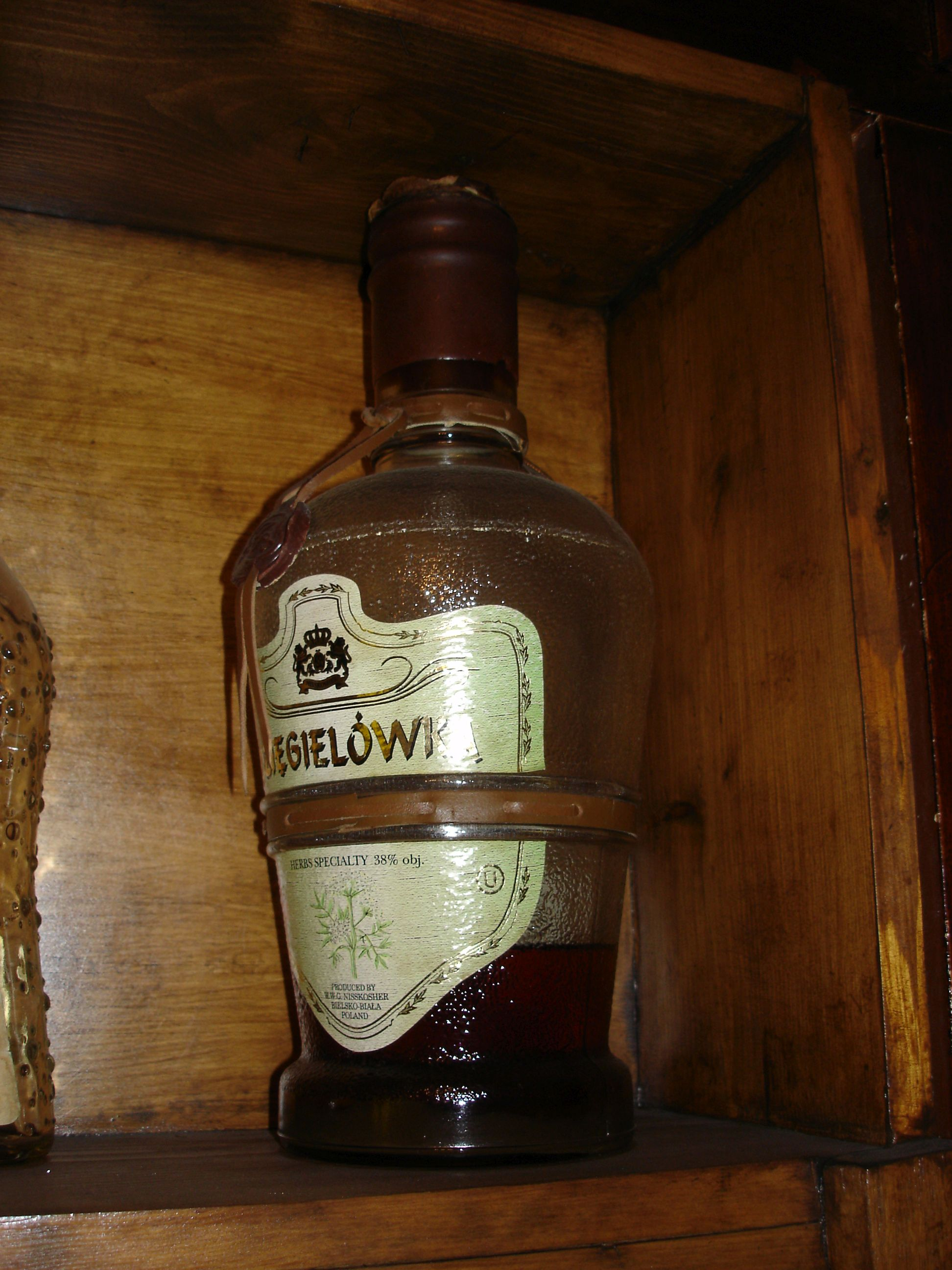
Butelka po dzięgielówce Nisskosher, Muzeum Barbary i Stanisława Ptaków w Katowicach, fot. 2017 r.

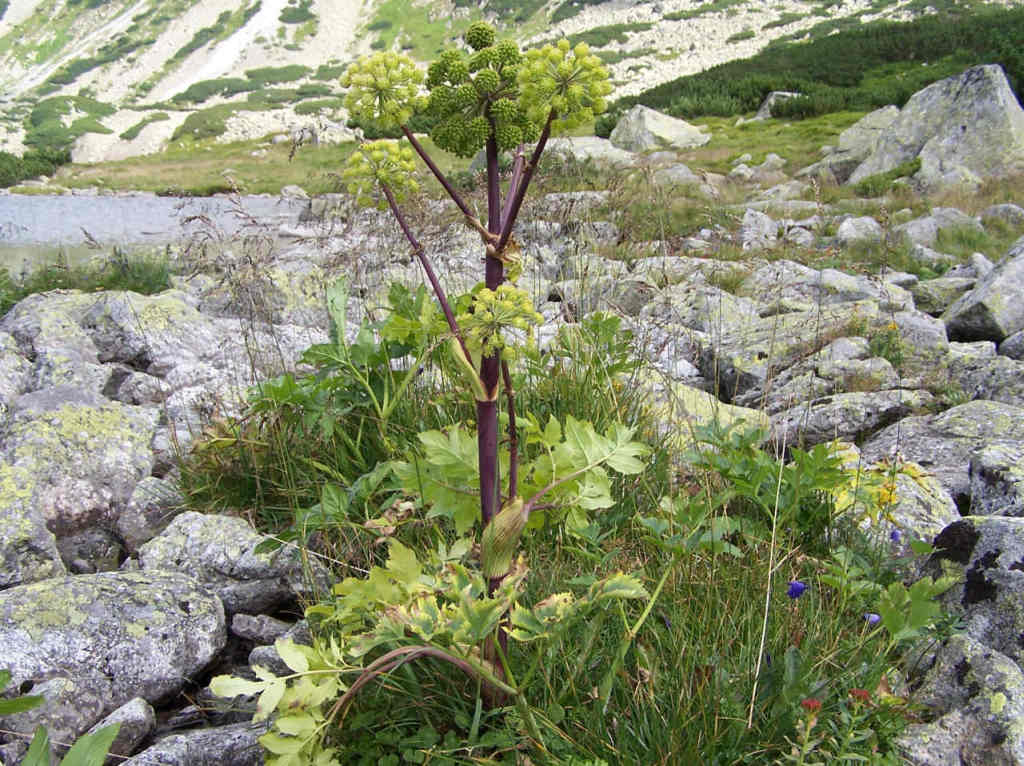
Dzięgiel litwor na stanowisku w polskich Tatrach Wysokich, fot. 2006 r.

Dzięgielówka, litworówka – nalewka  na bazie korzenia i/lub łodygi  dzięgla litwora , dawniej popularna m.in. na Podhalu  i Litwie. Przypisywano jej walory lecznicze , tj. korzystne działanie na układ trawienny .
Wedle charakterystyki ministerstwa rolnictwa jest to lepki płyn o barwie żółto-zielonej, korzenny i cierpki w smaku, o zawartości 35–45% alkoholu, wytwarzany z łodyg dzięgla zbieranych w maju .
Na skalę przemysłową dzięgielówka jako wytrawna wódka ziołowa produkowana jest w Polsce przez wytwórnię wódek gatunkowych Nisskosher z Bielska-Białej .
15 maja 2006 roku dzięgielówka została wpisana na krajową listę produktów tradycyjnych Ministerstwa Rolnictwa i Rozwoju Wsi województwa kujawsko-pomorskiego .
Dzięgielówka została wymieniona w utworze Władysława Syrokomli pt. Do kalafonii z 1849 roku:
„Boli serce albo główka,
Czy się mdłości odezwą,
Dzięgielówka i piercówka
Uratuje, aż rzeźwo”